# Metallspiegel
Metallspiegel kamen in der Astronomie ab etwa 1650 mit der Erfindung der verschiedenen Spiegelteleskope in Gebrauch. Damals war das Schleifen von Metalloberflächen wesentlich einfacher als das von Glasspiegeln, außerdem war das Problem der Schlieren bei größeren Glasgussformen noch ungelöst.
Als Spiegelmaterial dienten meist Kupfer-Zinn-Legierungen, die zur Erhöhung des Reflexionsvermögens poliert oder dünn beschichtet wurden. Dennoch reflektierten sie nur etwa 50 % des auftreffenden Sternenlichts. Daher wurden sie ab etwa 1900 (als die Gusstechnik entwickelt war) weitgehend durch Glasspiegel ersetzt, bzw. ab etwa 1980 durch Glaskeramiken.
Heute werden Metallspiegel hauptsächlich für physikalische Messtechnik (u. a. Spektrometer) unter extremen Umweltbedingungen (Weltraum, Luftfahrt) eingesetzt. Zudem bieten sie wegen einfacher Integration eines Kühlsystems Vorteile in der Lasertechnik als Resonatorspiegel für Hochleistungslaser.

## Teleskopspiegel von John Mudge und James Short
Der Arzt und Amateurastronom John Mudge (1721–1793) war einer der ersten, der verschiedene Metall-Legierungen auf ihre Eignung für Teleskopspiegel untersuchte. 1777 erhielt er die Copley-Medaille der Royal Society für seine Directions for making the best Composition for the Metals for reflecting Telescopes; together with a Description of the Process for Grinding, Polishing, and giving the great Speculum the true Parabolic Curve, die in den Philosophical Transactions  publiziert wurden. Möglicherweise hatte Mudge Kontakt mit Isaac Newton über Methoden des Spiegelschleifens und tauschte seine Erfahrungen im Teleskopbau auch mit dem Mathematiker und Optiker James Short.
Als geeignetste Legierung erhielt er Kupfer-Zinnbronze im Verhältnis 2:1, während Newton 3:1 empfohlen hatte. Für den Physiker John Michell baute er ein besonders lichtstarkes, kurzes Spiegelteleskop mit Öffnungsverhältnis 1:4 und 10 Fuß Brennweite, dessen Betrieb (im Gegensatz zu den wesentlich längeren Instrumenten Herschels mit 1:10 bis 1:20, siehe unten) keine Helfer benötigte.
Der damalige Meister des Teleskopbaus James Short (1710–1768) hatte für seine Gregory-Teleskope zunächst noch sphärische Glasspiegel verwendet. Um die Hauptspiegel in der optisch besseren Paraboloid-Form schleifen zu können, ging er später auf Metallspiegel aus Zinnbronze (Speculum) über. Dadurch gelang es ihm zuletzt, auch den Fangspiegeln die ideale ellipsoidische Form zu geben. Seine unerreicht scharfen Fernrohre machten ihn europaweit bekannt; er produzierte fast 1400 Teleskope, wovon 110 bis heute erhalten sind.

## Die Spiegelwerkstatt von William Herschel
Als Fernrohrtyp setzten sich zuerst der Schiefspiegler und das Newton-Teleskop durch, doch blieben die Durchmesser zunächst recht bescheiden. Die Entwicklung zu größeren Metallspiegeln begann mit dem Techniker und (vorerst) Liebhaberastronomen Wilhelm Herschel. Als deutscher Auswanderer nach England fand er ab etwa 1770 eine Erwerbsquelle im Schliff astronomischer Spiegel, von denen er einige hundert verkaufte.

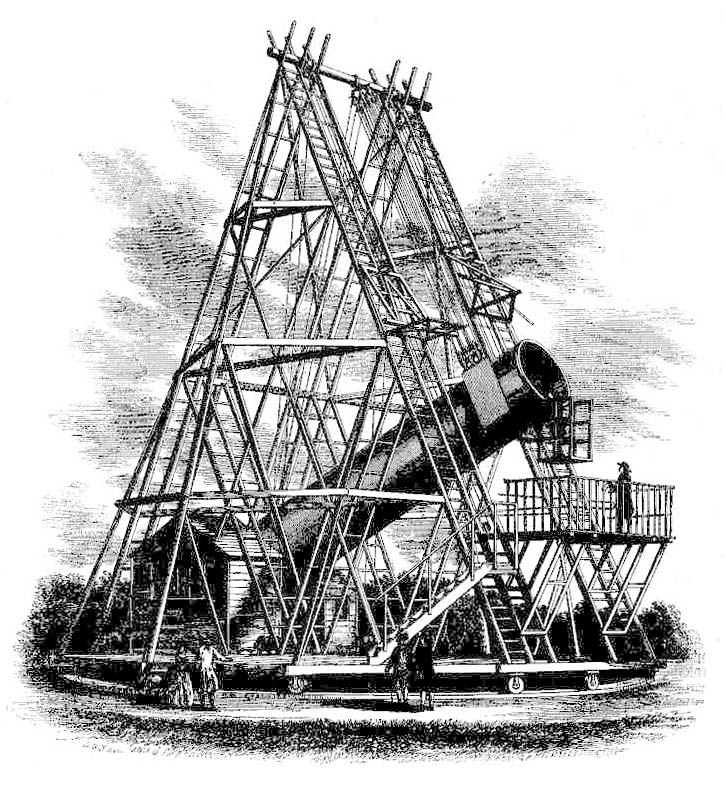
Wilhelm Herschels 48-Zoll-Spiegelteleskop mit 40 Fuß Brennweite

Herschel goss die Spiegel aus weichen Metall-Legierungen, die sich leicht schleifen ließen. Danach polierte er sie blank, doch liefen sie im Gebrauch wieder an und sie mussten oft nachpoliert werden. (Mit Beschichtungen arbeitete erst Hieronymus Schröter (1745–1816), siehe unten). Den Planeten Uranus entdeckte Herschel mit einem Sechszöller (15 cm), die meisten seiner Nebelobjekte mit einem 47-cm-Spiegel und 6 m Brennweite (gebaut 1783). Sein größtes Teleskop von 1789 (siehe Bild) maß 1,22 m × 12 m und blieb bis zu einem Sturm 1839 das weltweit größte.

## Die Spiegel und Beläge von Hieronymus Schröter
Herschel stattete u. a. die private Sternwarte Lilienthal des Oberamtmanns und Mondforschers Schröter mit einigen Metallspiegeln aus, die im Laufe der Zeit immer größer wurden. Der gut situierte Beamte begann zwar seine Mondbeobachtungen 1779 mit einem farbreinen 6-cm-Linsenfernrohr von Dollond, doch veranlasste ihn Herschels Entdeckung des Uranus (1781), bei ihm ein 12-cm-Spiegelteleskop mit 122 cm Brennweite zu bestellen. Bald folgte ein Newton-Teleskop 17/214 cm, für das er bei Bremen ein zweistöckiges Observatorium errichtete. Neben Mond- und Sonnenbeobachtungen – wofür relativ matte Metallspiegel von jeher geeignet waren – konnte nun die Lichtstärke der Neuerwerbung auch zur Beobachtung von Planeten, Doppelsternen und Nebelhaufen dienen. Das Instrument wurde die Grundlage für Schröters ausgezeichnete Mondbeobachtungen, die er 1791 – noch als Amateur – unter dem Titel selenotopografische Fragmente publizierte.
1792 entwickelte Schröter mit dem Kieler Chemieprofessor Johann Gottlieb Friedrich Schrader eine weißliche, spröde Kupfer-Zinn-Legierung mit etwas Arsen. Zur Erhöhung des Reflexionsvermögens (zunächst wohl kaum 20 %) dampften sie eine zusätzliche Arsen-Schicht auf, die Herschels Polierproblem löste. Die Legierungen ließen sich noch gut in die Hohlform schleifen, waren aber schon hart genug, um ihre gute Abbildungsleistung lange zu behalten.
Sein eigentliches „Riesenteleskop“ stellte Schroeter 1794 fertig – es hatte 51 cm Öffnung und einen achteckigen, 9 m langen Tubus. Die spezielle Arsen-Beschichtung fertigte sein Gärtner Harm Gefken an, der später eine optische Werkstatt gründete. Allerdings starb er 55-jährig an den Arsendämpfen.
Der blanke Halbmeter-Spiegel war dem viel größeren, aber matten von Herschel ebenbürtig, sodass Schröter sogar die Nachtseite des Mondes untersuchen konnte, zahlreiche Sternhaufen und Nebel entdeckte und Tagbeobachtungen der hellen Planeten vornahm.
An diesem Fernrohr wurden 1802 bis 1807 drei der ersten vier Kleinplaneten entdeckt und der von Schröter als Observator eingestellte Assistent Friedrich Wilhelm Bessel zum Astronomen ausgebildet.

## Die Ein- und Zwei-Meter-Spiegel von Lord Rosse
Das Lilienthaler Teleskop wurde bald von einem 36-Zoll-Spiegelteleskop des Lord Rosse (Irland) übertroffen, mit dessen Lichtstärke der Earl viele neblige Objekte erforschen konnte. Doch baute Rosse 1842–1845 ein noch größeres Teleskop, das bald „Leviathan of Parsonstown“ genannt wurde. Es hatte 183 cm Apertur, 16 m Brennweite und wurde – mittels  Flaschenzügen geringfügig schwenkbar – zwischen zwei massiven, 15 m hohen Mauern montiert (siehe Bild). Mit diesem Teleskop hat Rosse entscheidendes zur Kosmologie beigetragen und u. a. die Spiralnatur von Galaxien erkannt, doch musste es zeitweise wegen der irischen Hungersnot stillgelegt werden.

Der „Leviathan“ von Lord Rosse (1848) mit einem 1,8-m-Metallspiegel

Der Spiegel bestand aus „speculum metal“ (Spiegelmetall), einer bronzeartigen Legierung, und wog allein fast 4 Tonnen. Zur Herstellung war eine spezielle, sehr vorsichtige Gießtechnik nötig. Denn wäre der Klotz zu rasch abgekühlt, wäre er zersprungen. Tatsächlich misslang der 1. Versuch, und für den 2. Versuch ließ der Lord zusätzliche Heizaggregate einbauen und den Verlauf der Abkühlung genau kontrollieren. Wie lange der Vorgang letztlich dauerte, ist nicht überliefert (die Abkühlung des 5-Meter-Glasspiegels von Mount Palomar dauerte über ein Jahr).
Der 3.800 kg schwere Bronzespiegel musste gegen die Durchbiegung auf 27 Stützen gelagert werden, deren Zahl Rosse später sogar auf 81 vermehren ließ.
Für das Schleifen in die erforderliche Paraboloid-Form und für das anschließende Polieren wurde eine eigene, dampfgetriebene Maschinerie konstruiert. Dennoch erblindete der gewaltige Spiegel immer wieder und musste zweimal jährlich nachpoliert und wieder parabolisiert werden. Um diese wohl wochenlangen Zeiten zu überbrücken, ließ Lord Rosse schließlich einen zweiten, identischen Spiegel herstellen.

## Ende der Metallspiegel
Um die Jahrhundertwende 1900 war die Glaserzeugung so weit fortgeschritten, dass sie auch für große Teleskopspiegel geeignet erschien. Vorteilhaft war neben dem höheren Reflexionsgrad auch das wesentlich geringere Volumengewicht.
Am Mount-Wilson-Observatorium ging 1917 der 2,5 m messende Hooker-Spiegel in Betrieb, der bis in die 1970er Jahre als Vorbild für alle Großteleskope diente. Mit 5 m (Mount Palomar) und 6 m (Selentschuk) war allerdings die Grenze erreicht und man ging zu segmentierten Spiegeln über. Ab etwa 1980 wurde außerdem statt Glas zunehmend Glaskeramik der Mainzer Schott-Werke (v. a. Zerodur) verwendet, weil sie eine sehr geringe Wärmeausdehnung aufweist.

## Metallspiegel in Physik und Technik
Heute erstreckt sich das Einsatzgebiet von Metallspiegeln in viele Bereiche der  Technik und Physik. Einige Beispiele sind:

### Energiereiche Anwendungen
- allgemein zur Bündelung energiereicher Strahlung,
- für Röntgenteleskope und andere Weltraumteleskope
- zum Nachweis von Tscherenkow-Blitzen
- physikalische Messtechnik unter extremen Umweltbedingungen
- Strahlfokussierung in der Lasertechnik
- Resonatorspiegel für Hochleistungslaser
- Resonanzheizung in Zyklotronen

### Licht und Mikrowellen
- für Lichtleitern oder in optischen Resonatoren
- Spiegelbeläge aus Aluminium für Licht- und Infrarot-Spektrometer
- für fotografische Beleuchtungszwecke
- schwenkbare kleine Metallspiegel in Endoskopen
- teilweise als Interferenzfilter in Form dünner, dielektrischer Schichten auf einem Träger, z. B. Bragg-Spiegel
- Mikrowellen-Technik
- Parabolantennen für Mikrowellen-Funkanlagen